# Алпийска чашка
Алпийската чашка (Microstoma protractum) е гъба от семейство Sarcoscyphaceae. Видът е застрашен в България и е включен в Червената книга.

## Описание
Плодните тела на алпийската чашка излизат по няколко от обща кореноподобна част. Когато са млади, са затворени, кълбовидни, а по-късно се отварят и стават крушовидни, кубовидни или камбанковидни. Имат размери 0,5 – 1,5 cm в диаметър и са назъбени в горната си част. Имат яркочервен, вдлъбнат химений. Отвън са мъхести, покрити са с бели власинки, а в долната си част преминават в тънка, влакнеста, белезникава дръжка, дълга до 2 cm и широка 1,5 mm. Спорите са елипсовидни, гладки и безцветни.

## Разпространение
Разпространена е в Европа, Азия и Северна Америка. В България се среща в района на река Владайска.